# Arequito
Arequito est une municipalité de 7 000 habitants environ, sise dans le sud de la province de Santa Fe (département de Caseros), en Argentine, à quelque 80 km (à vol d’oiseau) de Rosario, 180 km de la capitale provinciale Santa Fe, et 330 km à l'ouest-nord-ouest de Buenos Aires. La route provinciale RP 92 la relie au chef-lieu départemental Casilda. Comme la plupart des villes de la Pampa argentine, la localité est essentiellement tournée vers l’agriculture extensive et l’élevage. Elle s’est vu attribuer le titre de Capitale nationale du soja. 

## Géographie
Arequito est une localité typique de la Pampa humide, étendue herbue au climat tempéré (mais connaissant tout de même de fortes gelées en hiver), avec ondulations modérées pour seul relief, et très fertile, propice aux cultures et à l'élevage.
Le paysage est largement façonné par la présence d’imposantes et antiques exploitations agricoles (estancias) et de vastes complexes agricoles et d’élevage. La diversité faunique et les effectifs de chaque espèce animale ont souffert de l’avancée de l’agriculture extensive et de l’empreinte que celle-ci a laissée dans l'environnement naturel d’origine. 
Le district d’Arequito est baigné par la rivière Carcarañá, laquelle, courant à env. 17 km au nord de l’agglomération, établit la limite nord du district. Cette rivière, de gabarit moyen, tributaire du Paraná, se prête à la pêche et peut accueillir une navigation de faible tonnage.

## Toponymie et histoire
Vers 1771, le roi Charles III émit un décret portant création d’une série de relais de poste sur la dénommée route royale (en esp. Camino real), qui à l’époque de la domination espagnole assurait la liaison entre le port de Buenos Aires et le Haut-Pérou, et dont le tracé s’est conservé jusqu’à aujourd’hui ; en particulier fut fondée en 1778 la Posta de Areco ― ainsi appelée d’après le patronyme du premier maître de poste Braulio Areco ― pour couper le trajet entre les relais de Desmochados et San José de la Esquina (actuelle Esquina de la Guardia). Au fil du temps l’habitude fut prise, pour distinguer ce lieu de Carmen de Areco et de San Antonio de Areco, tous deux situés dans la province de Buenos Aires, d’user du diminutif d’Areco, Arequito.
Dans ce relais vinrent à séjourner ou stationner plusieurs grandes figures de l’histoire de l’Argentine : Manuel Belgrano, José de San Martín, Juan Bautista Bustos et Juan Lavalle, entre autres. C’est là également qu’eut lieu le 8 janvier 1820 cet événement historique majeur que fut la rébellion, connue sous le nom de mutinerie d’Arequito, de l’armée Auxiliaire du Haut-Pérou ou armée du Nord, alors sous le commandement des colonels Juan Bautista Bustos, Alejandro Heredia, José María Paz, Gregorio Aráoz de Lamadrid, et Juan Felipe Ibarra. Cette rébellion permit la victoire des fédéralistes à la bataille de Cepeda, qui se solda par le traité de Pilar et l’effondrement du régime directorial.
Le lieu cependant se peupla progressivement. En 1855, pour protéger la population des algarades indigènes, une grande ferme proche, la Guardia de Acevedo, fut fortifiée, et prit nom Cantón Arequito, puis Cantón Constitución. Les grosses fermes de la zone vendaient ou louaient à bail des lots de leurs terres à des colons immigrés. La colonisation européenne, apportant à la pampa le nécessaire élan, transforma la campagne d’Arequito en une des régions les plus productives du pays. En 1887 fut aménagée, à l’initiative du grand propriétaire et banquier Carlos Casado del Alisal, la ligne de chemin de fer Oeste Santafesino. La mise en service de la gare, implantée à 17 km au sud de l’emplacement de l’ancien relais de poste, produisit de notables changements dans la zone, notamment une forte hausse de la population ; autour d’elle vinrent s’établir en effet, sur des terrains cédés par l’entreprise ferroviaire Oeste Santafesino, et quadrillés par ses soins d’un réseau de rues se croisant perpendiculairement, des colons d’origine principalement européenne ― Italiens, Yougoslaves, Espagnols ― et aussi des Syro-Libanais.

## Économie
Comme dans d'autres villes de la région pampéenne, l’économie s’appuie essentiellement sur l’activité agricole — culture et élevage — et sur l’activité de transformation directe de la production agraire. Plus spécialement, Arequito est à l’heure actuelle un grand centre de production de soja, à telle enseigne que la ville a été proclamée Capitale nationale du soja, et qu’une Fête nationale du soja y est célébrée chaque année en octobre. 
L’activité industrielle est centrée principalement sur la fabrication de machines agricoles (semoirs, sécheuses de grains, remorques autochargeuses etc.), ainsi que de leurs pièces détachées et accessoires ; du reste, la Chambre d’industrie d’Arequito héberge surtout des entreprises métallurgiques et de construction mécanique. Si l’on y ajoute les quelques autres industries que la municipalité accueille également sur son sol, notamment dans une zone d’activités de 33 ha créée en 1998, l’emploi industriel direct total se chiffre à quelque 300 postes de travail.

## Personnalités liées à la localité
- Soledad et Natalia Pastorutti, chanteuses